# 즈그니
즈그니(티그리냐어: ዝግኒ) 또는 꺼이흐 써브히(티그리냐어: ቀይሕ ጸብሒ), 꺼이 워뜨(암하라어: ቀይ ወጥ)는 에리트레아와 에티오피아의 전통 스튜인 써브히/워뜨의 일종이다. 적양파를 주재료로 하며, 버르버러를 넣어 붉은색을 띠고 매운 맛이 난다. 흔히 고기를 넣은 써브히 스가이다. 보통 따이타와 낸다. "즈그니와 따이타"가 에리트레아의 국민 음식 가운데 하나이기도 하다.

## 이름
티그리냐어 "꺼이흐(ጽብሒ)와 암하라어 "꺼이(ቀይ)"는 동원어이며, "붉은색"을 뜻한다. 티그리냐어 "써브히(ጸብሒ)와 암하라어 "워뜨(ወጥ)"는 에리트레아·에티오피아 지역의 전통 스튜를 일컫는 이름이다. "꺼이흐 써브히"와 "꺼이 워뜨"는 "붉은 스튜"라는 뜻이다.

## 만들기
적양파를 잘게 다져 기름 없이 약불에서 오래 볶아 숨을 죽이고 물기를 날린 다음, 양파가 잘 익으면 기름과 다진 마늘, 다진 생강, 버르버러, 코러리마 등을 넣고 함께 볶는다. 잘 익으면 떠스미를 넣어 섞은 다음 물을 붓고, 고기를 넣어 함께 익힌다. 토마토 퓌레를 넣기도 한다.

## 같이 보기
- 써브히 더르호
- 써브히 슈로
- 알르짜 써브히